# Джером Патрік
Джером Патрік (англ. Jerome Patrick; 2 червня 1883 — 26 вересня 1923) — американський актор новозеландського походження. Успішно виступав у театрах Бродвею, перш ніж папочав зніматися в кіно у 1919 році у віці 36 років.
З'явився в 10 фільмах між 1919 і 1923 роками. Народився в Данідіні, Нова Зеландія і помер у Нью-Йорку.
Був одружений з Грей Брунелл.

## Вибрана фільмографія
- 1919 — Три чоловіки і дівчинка
- 1920 — Піч
- 1921 — Її перший розвиток
- 1921 — Не називай мене маленькою дівчиною
- 1921 — Назавжди
- 1921 — Шкільні дні
- 1924 — Грішники в шовках